# ایوا تانگی
ایوا تانگی (انگلیسی: Eva Tanguay; ۱ اوت ۱۸۷۸ – ۱۱ ژانویهٔ ۱۹۴۷) خواننده و اجراکننده سرگرمی اهل کانادا بود که به «ملکهٔ وودویل» مشهور شده‌است.